# BNMHC Zwart-Wit
De Bredase en Nieuwginnekense Mixed Hockey Club Zwart-Wit, kortweg Zwart-Wit, is een Nederlandse hockeyclub uit Breda. De club is in 1931 opgericht, en in het seizoen 1936-1937 promoveerde Zwart-Wit naar de hoogste hockeyklasse, dat was toen de eerste klasse. In 1948 werd men kampioen van die eerste klasse voor rayon zuid, zie Lijst van Nederlandse landskampioenen hockey. Nadat in 1984 het clubhuis door brand was verwoest, werd op 31 augustus 1985 een nieuwe accommodatie geopend, met daarbij een kunstgrasveld.
Momenteel telt de vereniging ruim 1.800 leden, en speelt Dames 1 in de Eerste Klasse en Heren 1 in de Overgangsklasse en is de club bezig met het aanleggen van een vierde kunstgrasveld. In 2015 is het hoofdveld opnieuw aangelegd en uitgerust als waterveld.
Heren 1 is in het seizoen 2015/2016 kampioen geworden van de eerste klasse en na play-off wedstrijden tegen VHC Venlo en Rood-Wit uit Aerdenhout gepromoveerd naar de Overgangsklasse.